# Tepoto Sud
Tepoto és un dels tres atols de les illes Raevski, a l'arxipèleg de les Tuamotu de la Polinèsia Francesa. S'anomena Tepoto Sud per distingir-lo de Tepoto Nord situat a les illes de la Decepció en el mateix arxipèlag. Administrativament depèn de Katiu, comuna associada a la comuna de Makemo.

## Geografia
És un atol ovalat de 3 km de llarg i 2,4 km d'ample, amb una superfície emergida d'1,8 km², més 2,7 km² d'esculls i 1,6 km² de la llacuna interior. És l'atol més petit de la Polinèsia Francesa. Està situat a 20 km al sud-oest d'Hiti. La llacuna interior disposa d'un pas navegable.
És deshabitat i visitat ocasionalment des dels atols veïns per pescar i recol·lectar cocos.

## Història
Va ser descobert, el 1768, per Louis Antoine de Bougainville. El 1820 Bellingshausen el va anomenar Raevsky, nom que es va estendre al grup de tres atols molt pròxims. Maurac el va anomenar Eliza, i Wilkes, Tipotu o Bacon Island.
Una llegenda explica que l'or robat a una església del Perú es va enterrar en aquest atol.